# Naturpark Our
Der Naturpark Our ist ein Naturpark im Nordosten von Luxemburg.

## Lage
Der Park liegt in den Ardennen auf der luxemburgischen Seite des Flusses Our, am nordöstlichen Rand Luxemburgs im Dreiländereck mit Belgien und Deutschland. Er umfasst eine Fläche von 306 km² und mit rund 16.000 Einwohnern das Gebiet der 7 Gemeinden Clerf, Kiischpelt, Parc Hosingen, Putscheid, Tandel, Ulflingen und Vianden. Er ist Bestandteil des binationalen Deutsch-Luxemburgischen Naturparks und grenzt an den deutsch-belgischen Naturpark Hohes Venn-Eifel.

## Landschaft und Ökologie
Das Gebiet besteht großteils aus einer aus Schiefergestein gebildeten Hochfläche, die auf einer Höhe von etwa 500 m liegt. Sie wird von zahlreichen Tälern wie jenen der Our und Klerf durchbrochen. Während die steilen Hänge dieser Täler meist bewaldet sind, sind die Hochflächen dichter besiedelt und werden auch stärker landwirtschaftlich genutzt. Sowohl in den Flusstälern als auch auf den Hochflächen finden sich viele Feuchtbiotope, die hier bedeutende Lebensräume gefährdeter Tier- und Pflanzenarten darstellen. Unter anderem nistet hier der bedrohte Schwarzstorch, auch die Flussperlmuschel, die Wildkatze und das Haselhuhn sind hier zu finden. Ein großes ökologisches Problem des Parks ist die Umwandlung des ursprünglichen Laub- und Mischwaldes bzw. der landschaftsprägenden Lohhecken in Fichtenmonokulturen aufgrund intensiver forstlicher Nutzung in den letzten Jahrzehnten. Trotzdem sind noch mehrere tausend Hektar Lohhecken erhalten, die immer noch über weite Strecken das Landschaftsbild prägen.

## Tourismus
Der Park ist ein beliebtes Wandergebiet, hier finden sich zahlreiche Fern- und Themenwanderwege sowie Lehrpfade. Darüber hinaus gibt es viele Radwege und Mountainbikestrecken sowie Nordic-Walking-Strecken und Hochseilgärten. Ferner sind die zahlreichen Burgen, insbesondere Burg Vianden, von großer Bedeutung für den Fremdenverkehr. Weitere Sehenswürdigkeiten sind das Pumpspeicherwerk Vianden, die weltberühmte Fotoausstellung The Family of Man und die Benediktinerabtei in Clerf, das Dreiländereck bei Ouren, die Stollen der Kupfermine in Stolzemburg und der Fluchthelferweg rund um Ulflingen. Das Besucherzentrum des Naturparks befindet sich in Hosingen.

## Geschichte
Vorläufer des Naturparks war der Gemeindeverband SIVOUR (Syndicat Intercommunal de la Vallée de l’Our), der im Jahr 1992 von den Gemeinden Heinerscheid, Hosingen, Putscheid, Vianden und Weiswampach gebildet wurde. 1995 traten Bastendorf, Consthum, Fuhren, Hoscheid und Munshausen bei, bis 1998 wurde SIVOUR um die Gemeinden Clerf, Ulflingen und Wilwerwiltz auf 13 Gemeinden erweitert. 1994 wurde die Gründung des Naturparks auf Grundlage des Naturparkgesetzes von 1993 (loi du 10 août 1993 relative aux parcs naturels) in Angriff genommen. Bis 2003 erfolgte die Ausarbeitung des Konzeptes, am 9. Juni 2005 trat die Verordnung des Naturparks in Kraft. Die heute geringere Zahl der teilnehmenden Gemeinden gründet sich einerseits auf Gemeindefusionen im Jahr 2006, als Bastendorf und Fuhren sich zur neuen Gemeinde Tandel zusammenschlossen, gleichzeitig fusionierten Wilwerwiltz und Kautenbach zur Gemeinde Kiischpelt. Dagegen trat die Gemeinde Weiswampach dem Naturpark nicht bei. Weitere Gemeindefusionen im Jahr 2011 führten zu einer weiteren Verringerung der Mitgliedsgemeinden auf aktuell 7. 